# Bill Duke
William Henry Duke, detto Bill (Poughkeepsie, 26 febbraio 1943), è un attore, regista e produttore cinematografico statunitense. Come attore è apparso in oltre quaranta film, tra i quali American Gigolò, Commando e Predator. Come regista ha diretto oltre sessanta film e puntate di serie televisive, tra cui Rabbia ad Harlem e Hoodlum.

## Biografia
Debuttò come attore nel 1972, partecipando alla serie televisiva ABC Afterschool Specials. Nel 1976 interpretò un episodio della celebre serie Kojak, e debuttò sul grande schermo interpretando un ruolo in Car Wash. Nel 1979 debuttò nella regia, dirigendo un episodio della serie California. Nel 1980 ebbe il suo primo ruolo importante, quello di Leon in American Gigolò, diretto da Paul Schrader. Successivamente alternò i ruoli di regista e attore, dirigendo e interpretando serie quali Dallas, Starsky & Hutch e Miami Vice, e dirigendo film come Sister Act 2 - Più svitata che mai.

## Filmografia parziale

### Attore

#### Cinema
- Car Wash, regia di Michael Schultz (1976)
- American Gigolò, regia di Paul Schrader (1980)
- Commando, regia di Mark L. Lester (1985)
- Predator, regia di John McTiernan (1987)
- Action Jackson, regia di Craig R. Baxley (1988)
- Strada senza ritorno (Street of No Return), regia di Samuel Fuller (1989)
- Due nel mirino (Bird on a Wire), regia di John Badham (1990)
- Nella giungla di cemento (Menace II Society), regia di Albert e Allen Hughes (1993)
- Sister Act 2 - Più svitata che mai (Sister Act 2: Black in the Habit), regia di Bill Duke (1993)
- Always Outnumbered - Giustizia senza legge (Always Outnumbered), regia di Michael Apted (1998) – film TV
- Payback - La rivincita di Porter (Payback), regia di Brian Helgeland (1999)
- L'Inglese (The Limey), regia di Steven Soderberg (1999)
- Ferite mortali (Exit Wounds), regia di Andrzej Bartkowiak (2001)
- Red Dragon, regia di Brett Ratner (2002)
- National Security - Sei in buone mani (National Security), regia di Dennis Dugan (2003)
- Get Rich or Die Tryin', regia di Jim Sheridan (2005)
- X-Men - Conflitto finale (X-Men: The Last Stand), regia di Brett Ratner (2006)
- The Big Bang, regia di Tony Krantz (2011)
- Battledogs, regia di Alexander Yellen (2013)
- Affari di famiglia (Bad Country), regia di Chris Brinker (2014)
- High Flying Bird, regia di Steven Soderbergh (2019)
- No Sudden Move, regia di Steven Soderbergh (2021)

#### Televisione
- Battlestar Galactica – serie TV, episodio 2x14 (2006)
- Law & Order - Unità vittime speciali (Law & Order: Special Victims Unit) – serie TV, episodi 17x22, 17x23 (2016)

### Regista
- California (Knots Landing) – serie TV, 1 episodio (1979)
- Flamingo Road – serie TV, 1 episodio (1981)
- Falcon Crest – serie TV, 6 episodi (1982)
- Dallas – serie TV, 2 episodi (1983)
- Emerald Point N.A.S. – serie TV, 1 episodio (1983)
- Hill Street giorno e notte (Hill Street Blues) – serie TV, 1 episodio (1983)
- New York New York (Cagney & Lacey) – serie TV, 2 episodi (1983)
- The Killing Floor – film TV (1985)
- Hell Town – serie TV, 1 episodio (1985)
- Spenser (Spenser: For Hire) – serie TV, 1 episodio (1985)
- Johnnie Mae Gibson: FBI – film TV (1986)
- Flag – serie TV (1986)
- Saranno famosi (Fame) – serie TV, 1 episodio (1986)
- Crime Story – serie TV,  1 episodio (1986)
- Starman – serie TV, 1 episodio (1986)
- Matlock – serie TV, 1 episodio (1986)
- Ai confini della realtà (The Twilight Zone) – serie TV, 1 episodio (1987)
- Vietnam addio (Tour of Duty) – serie TV, 1 episodio (1987)
- Miami Vice – serie TV, 1 episodio (1988)
- Un uomo chiamato Falco (A Man Called Hawk) – serie TV, 1 episodio (1989)
- A Raising in the Sun – film TV (1989)
- American Playhouse – serie TV  1 episodio (1989)
- Gideon Oliver – serie TV, 1 episodio (1989)
- Brillantina (The Outsiders) – serie TV, 1 episodio (1990)
- Rabbia ad Harlem (A Rage in Harlem) (1991)
- Massima copertura (Deep Cover) (1992)
- Il club delle vedove (The Cemetery Club) (1993)
- Sister Act 2 - Più svitata che mai (Sister Act 2: Black in the Habit) (1993)
- New York Undercover – serie TV, 1 episodio (1994)
- America's Dream – film TV (1996)
- Hoodlum (1997)
- The Golden Spiders: A Nero Wolfe Mystery – film TV (2000)
- City of Angels – serie TV, 1 episodio (2000)
- Living in the Spirit Revue (2001)
- Angel: One More Road to Cross (2001)
- Fastlane – serie TV, 1 episodio (2002)
- Deacons for Defense – film TV (2003)
- The American Experience – serie TV, 1 episodio (2003)
- Robbery Homicide Division – serie TV, 1 episodio (2003)
- Missing (1-800-Missing) – serie TV, 1 episodio (2004)
- Miracle's Boys – serie TV, 1 episodio (2005)
- Prince Among Slaves (2006)
- Cuori di vetro (Not Easily Broken) (2009)

## Doppiatori italiani
Nelle versioni in italiano delle opere in cui ha recitato, Bill Duke è stato doppiato da:
- Angelo Nicotra in National Security - Siete in buone mani, Yellow, Gaslit
- Alessandro Rossi in La fine del gioco, Ferite mortali
- Elio Zamuto ne I re della collina, Cold Case - Delitti irrisolti
- Glauco Onorato in Action Jackson,  Due nel mirino
- Sergio Lucchetti in Black Lightning, Mandy
- Dante Biagioni in Kojak
- Paolo Poiret in Starsky & Hutch
- Michele Gammino in American Gigolò
- Piero Tiberi in Predator
- Emilio Cappuccio in Strada senza ritorno
- Stefano Mondini ne L'inglese
- Claudio Fattoretto in Red Dragon
- Roberto Draghetti in X-Men - Conflitto finale
- Paolo Marchese in Lost
- Stefano Albertini in American Sunshine
- Ennio Coltorti in No Sudden Move
- Saverio Indrio in Law & Order - Unità vittime speciali